# Irmandade da Real Sociedade Geográfica
A Irmandade da Real Sociedade Geográfica, (em inglês: Fellow of the Royal Geographical Society - FRGS)  é uma prestigiada associação científica concedida pela Royal Geographical Society (RGS), aberta a pessoas com mais de 21 anos que podem demonstrar:
- Um envolvimento suficiente em geografia ou um assunto aliado através de publicações, pesquisa ou experiência profissional.
- Pelo menos cinco anos de compromisso contínuo com a Royal Geographical Society como membro comum.[1][2]

Candidatos para associação devem ser propostos e apoiados por um existente "fellow", a menos que tenham cargos de ensino ou pesquisa em uma instituição de ensino superior.
Dentre os atuais associados incluem Michael Palin, Josh Bernstein e Joanna Lumley. Ex-associados incluem Charles Darwin, Ernest Shackleton e muitos outros exploradores e geógrafos notáveis.